# カニシカ1世
カニシカ1世（Kanishka I、生没年不詳）は、クシャーナ朝の君主。ヴィマ・カドフィセスの子。カニシカ1世はクシャーナ朝の中で最も名の知られた王であり、バクトリア語資料ではκανηϸκε κοϸανο（クシャーナ朝のカニシカ）、漢訳仏典では迦膩色迦などと表記される。のちの時代にカニシカ2世がいたことが知られるが、一般にカニシカ王といえばまず間違いなくカニシカ1世を指す。

## 来歴
カニシカの出自は長く不明であった。カニシカ以降の貨幣銘文へのインド文字使用停止やホータン出身地説、小月氏説などの各種根拠により、カニシカは前代までの王（クジュラ・カドフィセス、ヴィマ・カドフィセス）と血縁が無く、王位を簒奪して新たな王朝を築いたという、王朝断絶説は有力であった。
ホータン出身地説の根拠の一つは、カニシカと同時代人で、王の「三智人」の一人である仏教詩人アシュヴァゴーシャ（馬鳴）の作と伝えられ、カニシカ王の没後間もなく創られたらしい「大荘厳教論」巻6に、｢我昔曾聞、拘沙種中有王、名真檀迦膩吒、討東天竺」と記す。｢真檀」とはホータンの古名であり、｢迦膩吒」とはカニシカを指すことから、｢真檀迦膩吒」では「ホータン出身のカニシカ」となることが挙げられた。
しかし、1993年にアフガニスタン北部のラバータクで発見されたギリシャ文字バクトリア語碑文（ラバータク碑文）の発見により、カニシカはヴィマ・カドフィセスの息子であることが確認された（王朝交代説参照）。

## 王国の範囲と拡張
カニシカが王位を得た後に根拠地としたのは北西インドであった。彼は北西インドの都市プルシャプラ（現在のペシャーワル）を首都とした。カニシカは一族郎党を引き連れ、夏はアフガニスタンの草原へ、冬はインドの平原へ移動した。地方の有力者を従属させ、「王の中の大王」として君臨した。東部領支配のため、今日のデリー近くのマトゥラーを副都とした。マトゥラー近郊のマート遺跡から出土したカニシカの立像は、中央アジア風の外套をまとい、ズボンをはき、フェルト製の長靴を履く。外套裾には「大王、王中の王、天子、カニシカ」の銘文がある。
カニシカはガンジス川を下って遠くインド東部地方にまで勢力を拡張することを目指した。ネパールのカトマンズやガンジス川中流のサールナートを支配下にいれ、パータリプトラ近辺にまで迫った。さらにカニシカの発行したコインはベンガル地方からも発見されているが、これが征服の痕跡であるのかどうかは不明である。
一方で仏典の記録には、カニシカはパルティアと戦って大勝利を収めたとする記録がある。それによれば、当時のパルティア王は甚だしく凶暴であり、クシャーナ朝の領土を侵略したのでカニシカ王はこれを迎え撃って勝利し、パルティア人を9億人殺したという。この数値は明らかに誇張であり、またパルティアとクシャーナ朝は国境を接していたことから当然紛争があったとは考えられるが、カニシカの対パルティア戦の実態はよくわかっていない。
カニシカの時代にはクシャーナ朝はガンジス川中流域、インダス川流域、さらにバクトリアなどを含む大帝国となっていたが、彼の治世の後半以降、クシャーナ朝に関する記録は乏しくなり、その歴史の詳細は分からなくなってしまう。
カニシカの後、おそらく息子であるヴァーシシカが王位を継いだ。

## カニシカの在位年
カニシカの在位年については長く議論されてきているが、現在に至るまで定説と呼べる物は無い。年代推定の根拠となるのは以下のような点である。
- 『後漢書』には西暦125年頃までのクシャーナ朝の事情が記されているが、この中でカニシカ王に全く触れられていないことから、カニシカの即位は125年より後であったと考えられること。
- コインなどのクシャーナ朝の遺品の研究からカニシカの治世がヴィマ・カドフィセスより後であると考えられること（この点はラバータク碑文にヴィマ・カドフィセスがカニシカの父であるとする記述があったことからも裏付けられた）。
- 『三国志』の記録に魏の太和三年（229年）に大月氏王波調（ヴァースデーヴァ）の使者が訪れたという記録があること。

などである。
カニシカ紀元74年から98年頃がヴァースデーヴァの治世であった（前後にもっと長い可能性がある）ことが考古学的に知られており、ここから逆算してカニシカ紀元の第1年が西暦168年より前であると推定されている。
こういった証拠と、その他のわずかな傍証からカニシカ王の在位年代が推定されている。フランスの学会では144年 - 173年説が多く支持されているが、なお定説とは言えないという。インドの学者ディクシトは144年 - 164年頃と主張し、また他にも多くの説がある。しかし概ね2世紀半ばの人物であるという点ではいずれの説も一致している。

## 王の称号
クシャーナ王国の包括的・融合的性格を端的に示す特徴の一つに王の称号の記載方法がある。王国では、諸民族が君主に用いた多様な称号を、そのまま採用した。
例えば、カニシカの称号の一つは、「シャーヒ・ムローダ・マハーラージャ・ラージャ＝アティラージャ・デーヴァプトラ・カイサラであるカニシカ王」であった。「シャーヒ」は月氏の伝統的な言葉で、王を示す。「ムローダ」はクシャーナ族の前にインドを支配したサカ族の言葉で、首長を示す。「マハーラージャ」はインドの言葉で、大王を示す。「ラージャ＝アティラージャ」はイランに由来する言葉で、諸王の王を示す。「デーヴァプトラ」は中国に由来する言葉で、｢デーヴァ」は神、｢プトラ｣は子の意味で、両方をつないで天子の意味となり、中国の「天子」をインドの言葉に翻訳したもの。｢カイサラ」はラテン語でのカエサル（帝王）を示す。
他に、中央アジア系の称号であるヤクブ（翕侯）、ペルシャ語のシャー（王）、ギリシャ語のバシレオス（王）なども用いた。

## 王朝交代説
カニシカ以後、カドフィセスからイシカ系列に王名が切り替わっていることや、カニシカが独自の暦を定めていること、両カドフィセス王時代のコインではギリシア語の称号をギリシア文字で、プラークリット語の称号をカローシュティー文字で、併記する様式であったのに対し、カニシカ王以後はバクトリア語の称号をギリシア文字で記したものに変化していることなどを根拠として、カニシカ王による王朝交代説が長く多くの学者によって唱えられてきた。
これを傍証するものとして、チベットの伝説にホータンの王子ヴィジャヤキールティがカニカ（Kanika）王とグザン（Guzan、おそらくはクシャン、クシャーナ）王とともにインド遠征を行ったという物や、漢訳仏典の中にカニシカがホータン出身であると解せるものがある。
しかし、前述のラバータク碑文の解読から、この王朝交代説に大きな反証が提示された。この碑文は、この地方のカラルラング（総督、辺境長官）であったシャファルに対して、カニシカが彼の祖先の彫像を納める神殿を建設することを命じたことを記録するものであり、碑文の中に、カニシカの祖先として曾祖父のクジュラ・カドフィセス、祖父のヴィマ・タクトゥ、父のヴィマ・カドフィセスの名が記録されていた。この碑文はクシャーナ朝史の研究に大きな見直しを迫るものとなった。

## 仏教とカニシカ王

### 仏典の伝説
カニシカ王が仏教を保護したことは多くの仏典に記録されている。仏典の伝説によれば、カシミール地方の王にシンハと言う人物がおり、仏教に帰依して出家し、スダルシャナと称してカシミールで法を説いていた。カニシカは彼の噂を聞いてその説法を聞きに行き、仏教に帰依するようになったという。カニシカ王は各地に仏塔を建造したことが知られているほか、彼の治世に仏典の第四回結集（第三回とも）が行われたとも伝えられている。
同じく仏典の記録によれば、カニシカ王は中部インドに遠征軍を派遣し、攻撃させた。同地の王は和平交渉を行い、カニシカ王は3億金を要求した。同地の王がこれを支払い不可能であると回答すると、カニシカ王は2億金を減額する代わりに、宝の「仏鉢」と、サーケータ出身の詩人アシュヴァゴーシャ（漢：馬鳴。弁才比丘）を送るように要求した。アシュヴァゴーシャは同地の王に、広く諸国に仏道を弘める道理を説き勧めた。中部インドの王は2つの宝をカニシカ王に与えることにした。こうしてカニシカ王の下に来たアシュヴァゴーシャは、カニシカ王の手厚い待遇を受け、大臣マータラ（漢：摩吒羅）、医師チャラカ（漢：遮羅迦）と並んで「三智人」とされ、カニシカ王の「親友」となり、カニシカ王の精神的な師となった。

### 宗派
日本や中国の仏教徒の記録ではカニシカ王は大乗仏教を支持していたとされるが、実際には大乗仏教とカニシカ王の関係はあまり強くなかったらしい。アシュヴァゴーシャの残した作品などから、カニシカ王の支持した仏教とは伝統的保守仏教、特に説一切有部であったといわれている。

### 他宗教とカニシカ王
実際にはカニシカ王は仏教だけではなく、他の宗教との関係も濃密であった。彼の発行したコインにはシヴァ神・太陽神・月神・スカンダ神・ヴィシャーカ神・火神・風神など伝統的なインド等の神の図像が表わされている。また、彼の支配した時代のタクシラにはおそらくゾロアスター教の拝火神殿と思われる建物も存在している。

## カニシカ1世のコイン
表の銘文にはギリシャ文字で“ϷΑΟΝΑΝΟϷΑΟ ΚΑΝΗϷΚΙ ΚΟϷΑΝΟ”「諸王の王、カニシュカ王」とあり、裏には太陽神ヘーリオス（ΗΛΙΟΣ）を始めとする多くの神々の像が描かれたり、稀には仏陀（ΒΟΔΔΟ）が描かれたりもした。

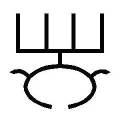
クシャーナ族のタムガ

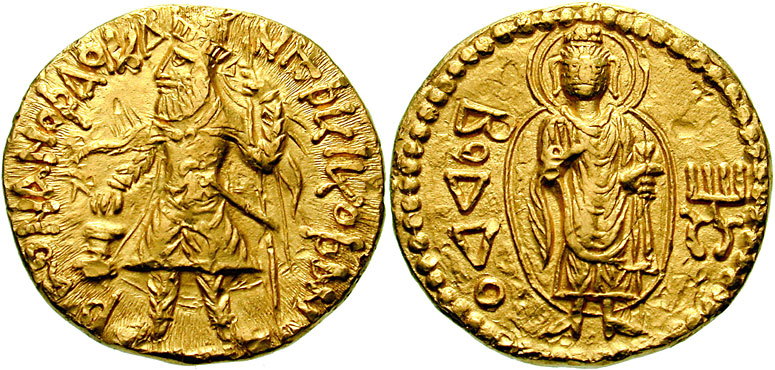
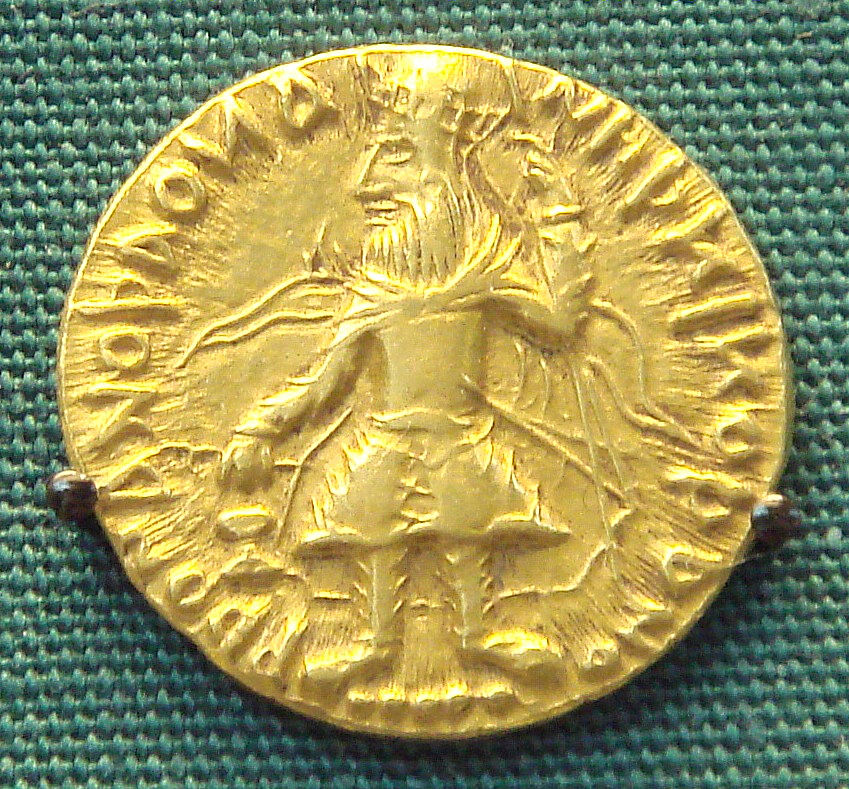
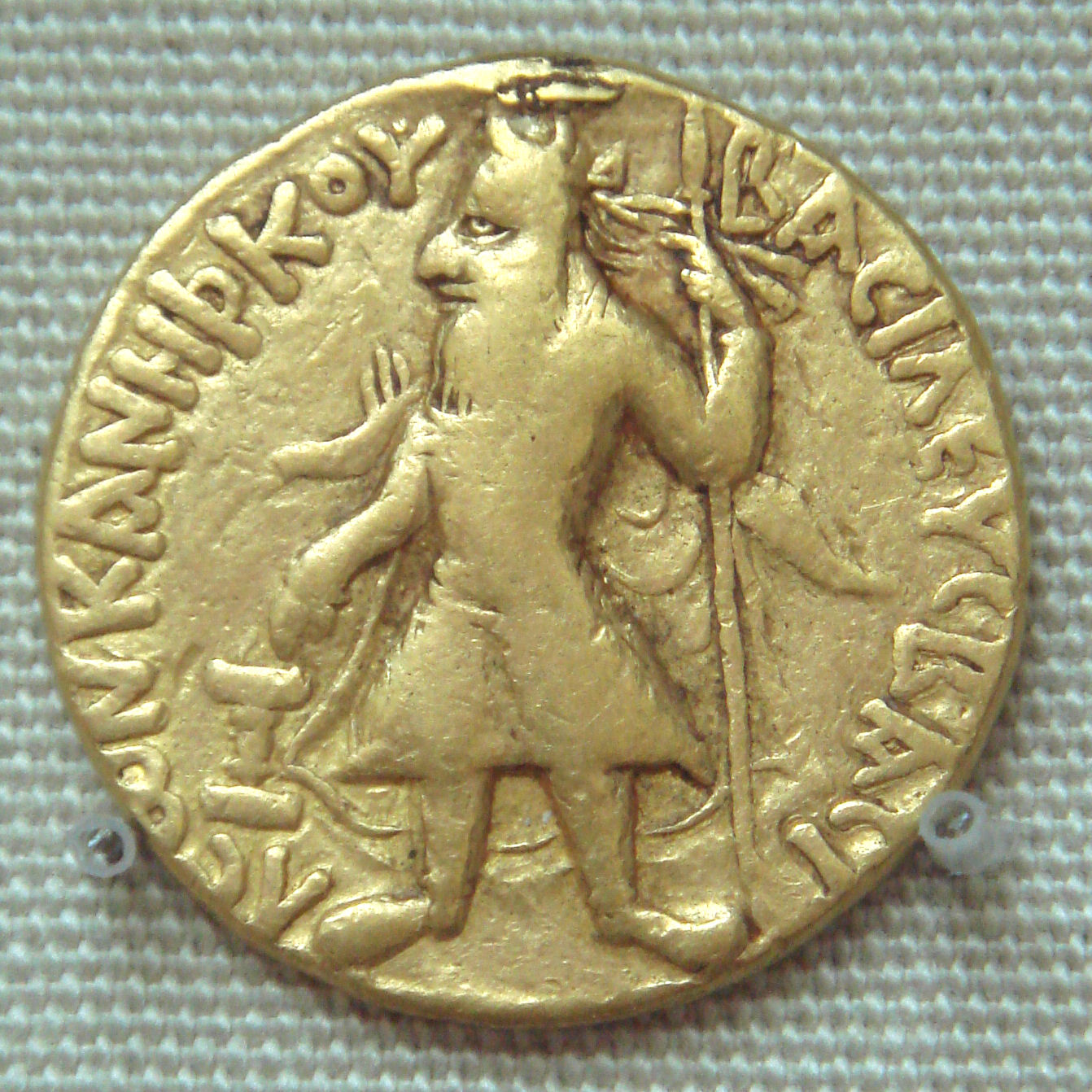
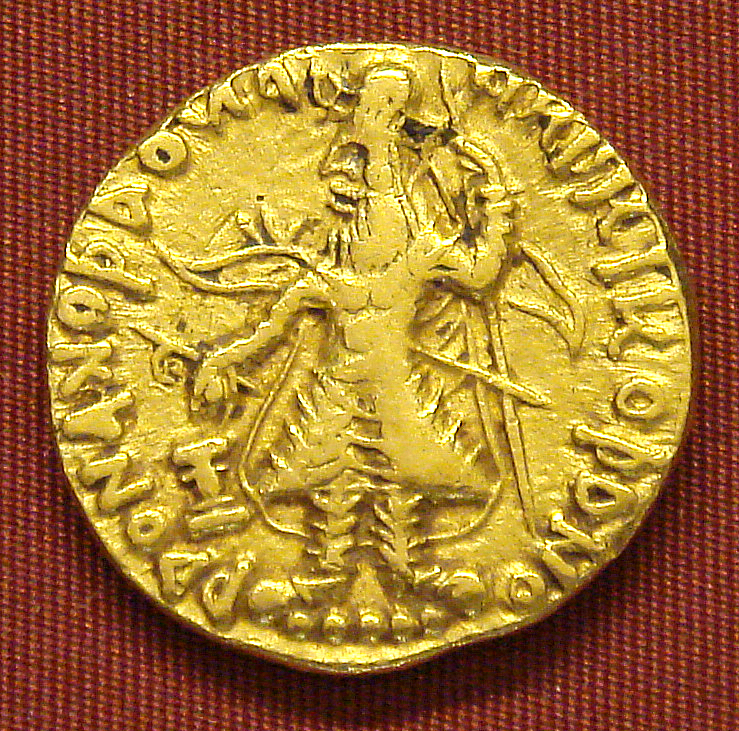
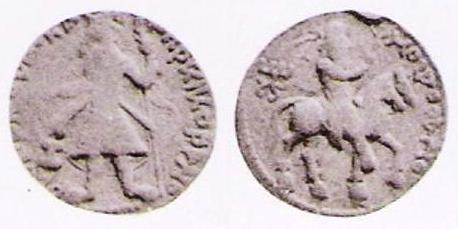
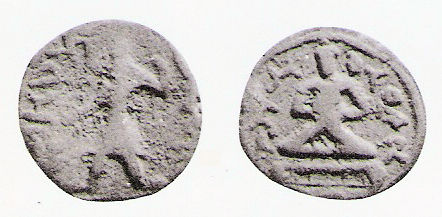
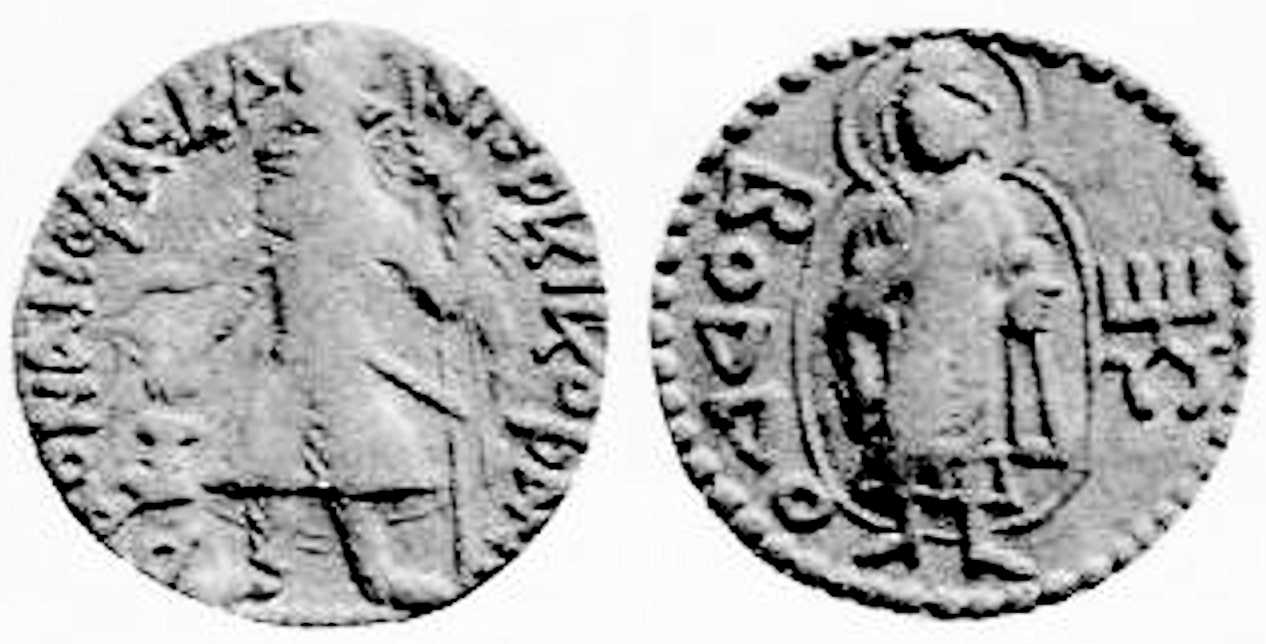
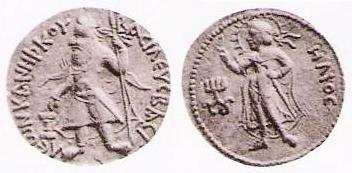